# Styloleptus rhizophorae
Styloleptus rhizophorae là một loài bọ cánh cứng trong họ Cerambycidae.